# Charonville
Charonville ist eine französische Gemeinde mit 298 Einwohnern (Stand: 1. Januar 2022) im Département Eure-et-Loir in der Region Centre-Val de Loire. Die Gemeinde gehört zum Arrondissement Chartres und zum Kanton Illiers-Combray. 

## Geographie
Charonville liegt etwa 23 Kilometer südwestlich von Chartres. An der nordöstlichen Gemeindegrenze verläuft der Fluss Vallée de Paray. Umgeben wird Charonville von den Nachbargemeinden Blandainville im Norden und Nordwesten, Épeautrolles im Norden, Ermenonville-la-Petite im Nordosten, Saumeray im Süden und Osten, Dangeau im Südwesten sowie Saint-Avit-les-Guespières im Westen und Südwesten.

## Bevölkerungsentwicklung
| Jahr                      | 1793 | 1856 | 1901 | 1954 | 1962 | 1968 | 1975 | 1982 | 1990 | 1999 | 2006 | 2013 |
| Einwohner                 | 345  | 375  | 329  | 238  | 252  | 235  | 231  | 272  | 244  | 237  | 238  | 312  |
| Quelle: Cassini und INSEE |      |      |      |      |      |      |      |      |      |      |      |      |

## Sehenswürdigkeiten
- Kirche Saint-Gilles aus dem 12. Jahrhundert

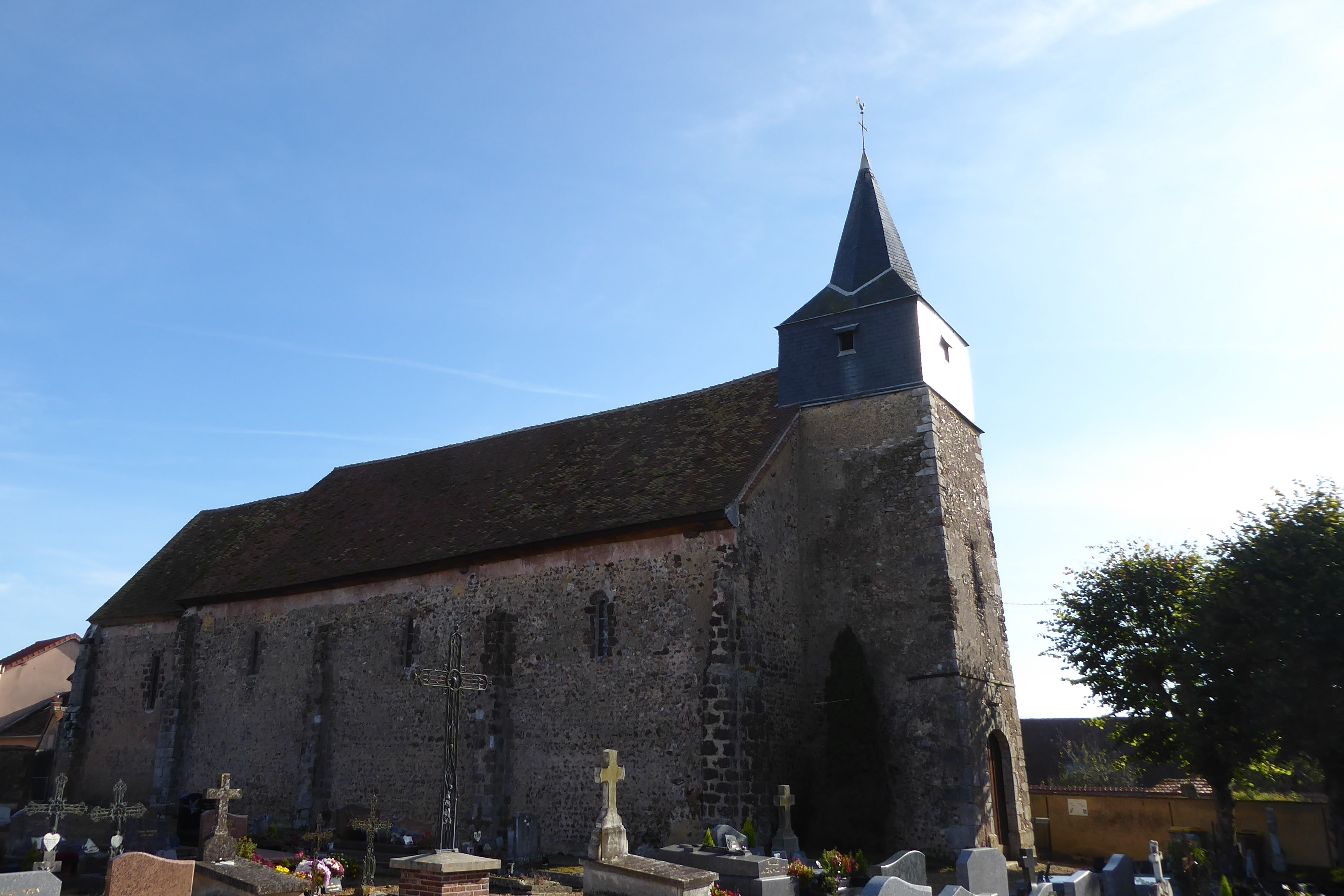
Kirche Saint-Gilles